# 黄喉锯齿啄花鸟
黄喉锯齿啄花鸟（学名：Prionochilus maculatus），是啄花鸟科锯齿啄花鸟属的一种，分布于文莱、缅甸、新加坡（已绝灭）、泰国、印度尼西亚和马来西亚。该物种的保护状况被评为无危。
其种加词“maculatus”意为“有斑点、斑块、斑纹的”。
黄喉锯齿啄花鸟的平均体重约为8.5克。栖息地包括种植园、亚热带或热带的湿润低地林和亚热带或热带的沼泽林。